# Stvoření světa (wiersz)
Stvoření světa – wiersz dziewiętnastowiecznego czeskiego poety Jaroslava Vrchlickiego, ogłoszony w tomie Duch a svět z 1879.  Utwór został napisany wyrafinowaną strofą spenserowską, czyli zwrotką dziewięciowersową, rymowaną ababbcbcc, w której osiem pierwszych wersów jest jedenastozgłoskowych, a dziewiąty jest trzynastozgłoskowy. Utwór składa się z sześciu takich strof.

Chaos! Chaos! — Kdo postihne ty látky,
jež v bezbarvé tu leží ve směsici,
kde asi plyne základ země matky,
kde lávy proud a skály ku měsíci,
kde prvky světla v ohon vlasatici?
Chaos, chaos... jen tma a tma kol čirá,
obrovské světy ve hlubinách spící,
kde stěžeje, na nichž se země vzpírá,
kde oheň věčný jest, jejž ve svém nitru svírá.